# Dobromir
Dobromir é uma comuna romena localizada no distrito de Constanţa, na região de Dobruja. A comuna possui uma área de 139.72 km² e sua população era de 2933 habitantes segundo o censo de 2007.